# Association Sportive Cannes Volley-Ball 2019-2020 (maschile)
Questa voce raccoglie le informazioni riguardanti l'Association Sportive Cannes Volley-Ball nelle competizioni ufficiali della stagione 2019-2020.

## Organigramma societario
Area direttiva
- Presidente: Jerome Rousselin

Area tecnica
- Allenatore: Luc Marquet
- Allenatore in seconda: Marc Schalk

## Rosa
| N° | Nome               | Ruolo | Data di nascita  | Nazionalità sportiva |
| -- | ------------------ | ----- | ---------------- | -------------------- |
| 1  | Roman Labazhevich  | C     | 28 gennaio 1999  | Francia              |
| 2  | Okan Demiryurek    | L     | 2 gennaio 2002   | Francia              |
| 3  | Mattéo Schalk      | S     | 10 marzo 2002    | Francia              |
| 4  | Matthew West       | P     | 1º ottobre 1993  | Stati Uniti          |
| 5  | Tom Liot           | P     | 28 agosto 1998   | Francia              |
| 6  | Adrian Aciobăniţei | S     | 24 agosto 1997   | Romania              |
| 7  | Oleksiy Klyamar    | S     | 11 aprile 1987   | Ucraina              |
| 8  | François Rebeyrol  | S     | 2 luglio 1999    | Francia              |
| 9  | Danijel Koncilja   | C     | 4 settembre 1990 | Slovenia             |
| 10 | Nohoarii Paofai    | C     | 12 novembre 1995 | Francia              |
| 11 | Wyllan Annicette   | O     | 19 novembre 2000 | Francia              |
| 12 | Tomas Manessier    | S     | 9 marzo 1998     | Francia              |
| 14 | Jérémie Mouiel     | L     | 4 maggio 1995    | Francia              |
| 15 | Kyle Russell       | O     | 25 agosto 1993   | Stati Uniti          |
| 16 | Kévin Rodriguez    | C     | 13 novembre 1994 | Francia              |
| 20 | Florent Izackovic  | P     | 15 agosto 2000   | Francia              |

## Risultati

### Coppa di Francia

#### Fase a eliminazione diretta
| Primo turno - 22 ottobre 2019 Gymnase Marie Marvingt, Villers-lès-Nancy | Grand Nancy | 0 - 3 | Cannes | 18-25, 21-25, 23-25        |
| Ottavi di finale - 29 ottobre 2019 Gymnase Arthur Dugast, Nantes        | Nantes      | 3 - 1 | Cannes | 17-25, 25-15, 25-23, 25-18 |